# Dave LaRue
Dave Larue est un bassiste américain de rock, membre du groupe Dixie Dregs depuis 1988 et du Steve Morse Band (en) depuis 1989. Il a également travaillé avec John Petrucci de Dream Theater, Mike Portnoy, Derek Sherinian et Jordan Rudess. De mars 2006 à septembre 2006, il participe à la tournée Super Colossal de Joe Satriani. Plus récemment, il est devenu membre du groupe Flying Colors aux côtés de Steve Morse.

Il joue sur des basses Music Man, parmi lesquelles la "Sterling" et la "StingRay 5 five-string", mais a surtout opté pour leur ligne "Bongo" (qu'il a contribué à développer), y compris les modèles à quatre et cinq cordes frettées et fretless.

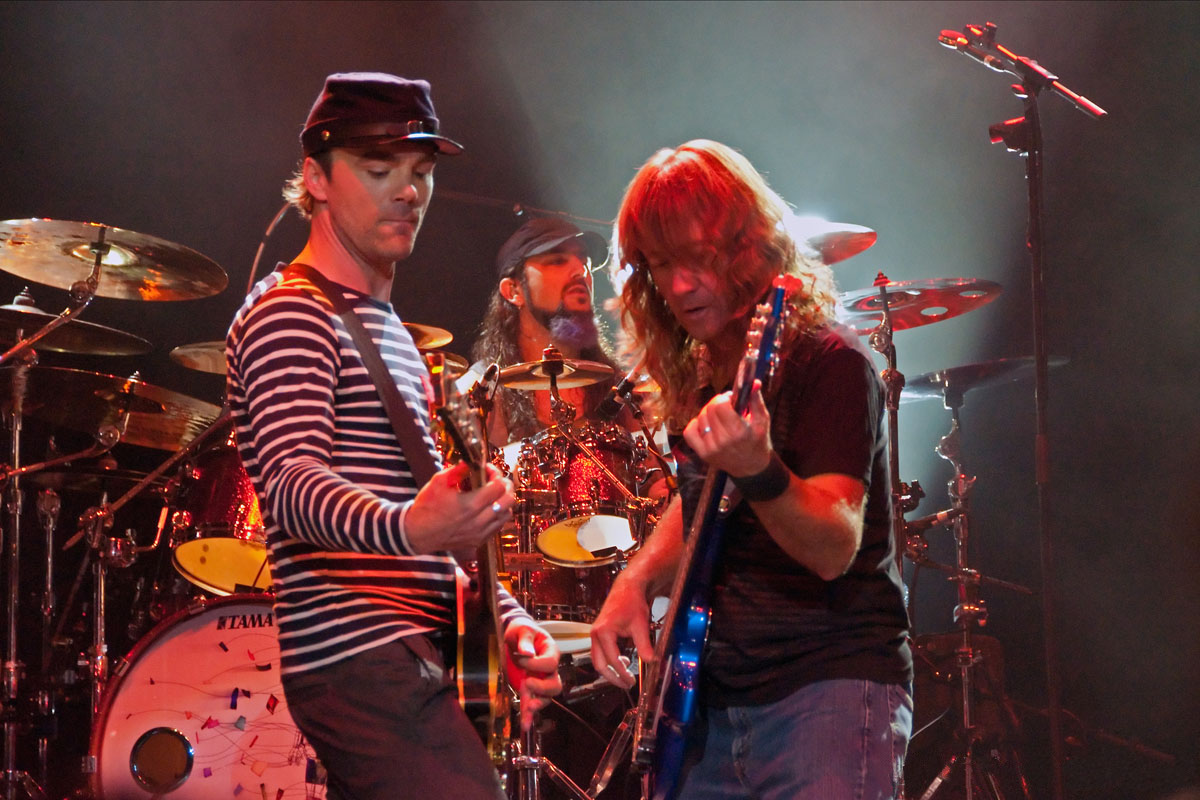
Casey McPherson (chant et guitare), Dave LaRue (basse) et Mike Portnoy (batterie) en concert avec Flying Colors à Tilbourg (Pays-Bas) le 20 septembre 2012.